# Ravenelia transvaalensis
Ravenelia transvaalensis är en svampart som beskrevs av Doidge 1939. Ravenelia transvaalensis ingår i släktet Ravenelia och familjen Raveneliaceae.   Inga underarter finns listade i Catalogue of Life.